# Champotón (municipi)
Champotón és un municipi de l'estat de Campeche. Champotón és el cap de municipi i principal centre de població d'aquesta municipalitat. Aquest municipi és a la part sud de l'estat de Campeche. Limita al nord amb el municipi de Campeche, al sud amb Carmen i Candelaria, a l'oest amb l'Golf de Mèxic i a l'est amb Hopelchén i Calakmul.